# 亚述雷什伊希二世
亚述雷什伊希二世 （英語：Ashur-resh-ishi II）（？—前967年），中亚述时期的亚述国王（公元前973年—公元前967年在位）亚述拉比二世之子和继承人，他的事迹鲜为人知，唯一有记载的是他在位时期亚述曾发生日食。他死后由儿子提格拉特帕拉沙尔二世继承其位。
| 前任： 亚述拉比二世 | 亚述国王 前973年－前967年 | 繼任： 提格拉特帕拉沙尔二世 |